# Sălişte
Săliște (tysk: Großendorf eller Selischte; ungarsk: Szelistye) er en by i distriktet Sibiu, i det centrale Rumænien, 21 km vest for distriktshovedstaden, Sibiu. Den har 5.710 (2021) indbyggere, og blev erklæret by i 2003 og er den vigtigste lokalitet i Mărginimea Sibiului-området.

## Geografi
Byen ligger på kanten af Cindrel-bjergene, ved en række floddale, der løber ud i Cibin-floden, i den sydvestlige del af det Transsylvanske Plateau. Hovedbyen Săliște har  5.710 (2021) indbyggere; den administrerer også ni landsbyer:
- Aciliu (ungarsk: Ecsellő; tysk: Tetschein) - 268 indbyggere, 8 km væk.
- Amnaș (ungarsk: Omlás; tysk: Hamlesch) - 369 indbyggere, 9 km væk; Saxon befæstet kirke.
- Crinț (ungarsk: Krinc) - 2 faste indbyggere, 18 km derfra; militærbase.
- Fântânele (indtil 1964 Cacova Sibiului; ungarsk: Szebenkákova; tysk: Krebsbach bei Hermannstadt) - 251 indbyggere, 6 km væk.
- Galeș (ungarsk: Szebengálos; tysk: Gallusdorf) - 331 indbyggere, 2 km væk.
- Mag (ungarsk: Mág) - 439 indbyggere, 9 km derfra.
- Săcel (ungarsk: Szecsel; tysk: Schwarzwasser) - 520 indbyggere, 4 km væk.
- Sibiel (ungarsk: Szibiel; tysk: Budenbach) - 402 indbyggere, 6 km derfra.
- Vale (ungarsk: Vále; tysk: Grabendorf) - 384 indbyggere, 2 km derfra.

## Galleri
- Landsbyen Galeș ligger ved foden af Cindrel-bjergene
- En typisk landsbygade, med adgang til kirken
- En lille kirke
- Hovedgaden i landsbyen Amnaș med Transsylvansksaksiske befæstede kirke i baggrunden
- Landsbyfacade
- Udskæring på en husfacade i landsbyens centrum